# Goran Alar
Goran Alar (Sibinj, 1º giugno 1962) è un ex calciatore croato, di ruolo attaccante.

## Biografia
Anche suo figlio Deni è un calciatore professionistico.